# Leucocyphoniscus torrii
Leucocyphoniscus torrii is een pissebed uit de familie Trichoniscidae. De wetenschappelijke naam van de soort is voor het eerst geldig gepubliceerd in 1943 door Arcangeli.